# Juan Boscán Almogaver

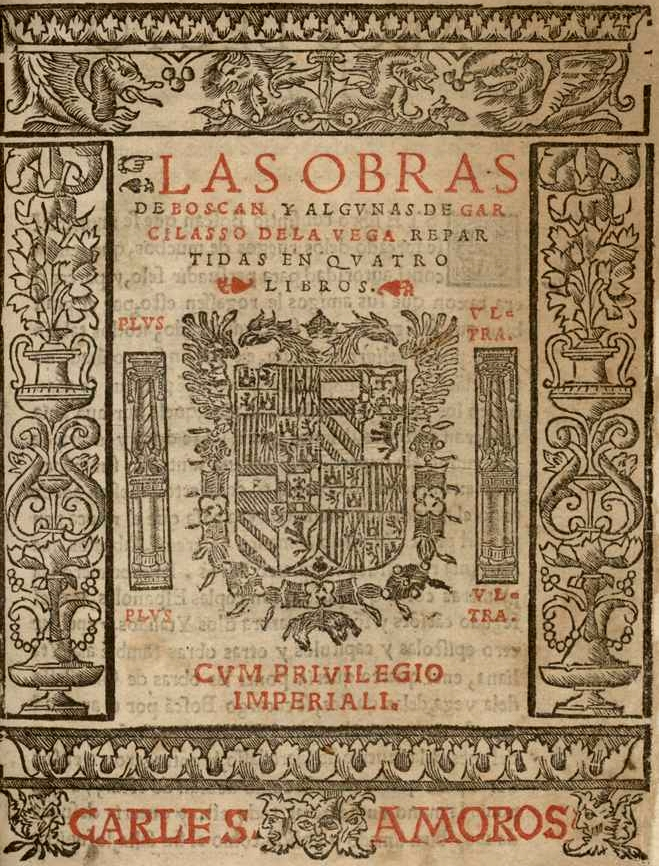
Strona tytułowa Dzieł Juana Boscána i Garcilasa de la Vega

Juan Boscán Almogaver (ur. ok. 1490, zm. 1542) – hiszpański poeta, z pochodzenia Katalończyk.
Wprowadził do ojczystej poezji włoskie formy, takie jak sonet, canzona oraz 11-zgłoskowiec. Przyczynił się do rozwoju poezji lirycznej w Hiszpanii. W 1534 wydał tłumaczenie Il Cortegiano Baltazara Castiglione. W Polsce to samo dzieło sparafrazował i wydał w 1566, jako Dworzanin polski, Łukasz Górnicki. 
Juan Boscán wpłynął w zakresie stylu i wersyfikacji na Garcilasa de la Vega. Jako promotor włoskich form Juan Boscán odegrał podobną rolę jak w swoich literaturach Francisco de Sá de Miranda, Thomas Wyatt, Henry Howard (3. hrabia Surrey), czy Sebastian Grabowiecki.